# Lajos Veres
De zigeunermuzikant Lajos Veres (1912 – 1981) werd in een klein dorpje in Hongarije geboren. Hij stamde uit een muzikale Romafamilie en zei daar zelf van: 'Ik kan me mijn moeder niet anders dan zingend herinneren, mijn vader was een grandioos violist die zijn eigen orkest had'. Zo trok hij van kindsbeen af met de muziek op en zei daarover: 'Onze muziek, de muziek van de zigeuner, komt altijd van binnenuit en heeft het hart op de tong. We winden er geen doekjes om en zijn steeds en overal onszelf: weemoedig of sentimenteel, bruisend of opzwepend. Ik geloof dat door die eerlijkheid in ons spel de zigeunermuziek altijd zo enthousiast wordt ontvangen.'

## Biografie

### Opleiding
Op zijn vijfde jaar kreeg hij zijn eerste viool. 'Lessen?' vroeg hij zich later af, 'och, ik keek de kunst van mijn vader af en toen ging de rest vanzelf'. Maar hij ging toch wel naar het conservatorium in Boedapest, want hij wilde niet alleen een uitstekend violist maar ook een uitstekend orkestleider worden. En hij werd dan ook een goed primas, die partijen kon schrijven en een goed oor had voor de harmonische samenhang van de muziek. Hij hoorde tot dat bijzondere slag van orkestleiders dat een nieuw stuk muziek kon voorspelen en al spelend het akkoordenverloop van het stuk aan zijn orkest kon dicteren.

### Debuut
Op zijn veertiende stapte hij de wereld van de muziek binnen. Zijn vader was ziek, maar het orkest van Veres moest spelen en er was maar één oplossing: Lajos. De muzikanten van het orkest lachten hem uit toen hij de zaak binnen zagen komen: 'Moet jij voor je vader invallen? Je kunt maar beter meteen weer naar huis gaan'.
Maar toen hij één nummer had gespeeld zeiden ze niets meer en vanaf dat moment werd hij door het orkest aanvaard. Twee jaar lang is hij bij het orkest van zijn vader gebleven, daarna ging hij door zijn vaderland zwerven.
Op zijn negentiende was hij een bekend primas en leidde zijn eigen orkest in het befaamde café-restaurant OSTENDE in Boedapest. Een jaar later stond hij in de opnamestudio en maakte zijn eerste plaat. Dankzij die plaat, en de vele malen dat die voor de radio gedraaid werd, kreeg hij bekendheid tot ver buiten Hongarije. Met als gevolg een engagement in het buitenland: in 1935 kwam Lajos Veres naar Nederland, met een zes man sterk orkest in Rotterdam. Die kennismaking was zo prettig dat hij besloot in Nederland te blijven. Hij wipte weliswaar steeds de grens over voor enkele maanden engagement in het buitenland, maar kwam altijd weer terug.

### Successen in Nederland
Hij trouwde met Maria Ender, een Duitse vrouw, en kreeg drie dochters, waarvan de oudste piano studeerde aan het conservatorium in Den Haag. 'Bij ons thuis werd er altijd muziek gemaakt. Je wist niet anders en zo rolde je er vanzelf in', zei ze later. Zijn andere dochter Mariska werd zangeres en verwierf later wereldbekendheid in de popgroep Shocking Blue. Daarmee zette de volgende generatie de traditie van het muziekmaken voort. 'Muziekmaken is voor mij geen vak, het is een hobby, een liefhebberij' zei Lajos Veres en met die instelling was hij jarenlang een gevierd primas in Nederland. In de jaren vijftig had hij een eigen radioprogramma, waarmee hij tot in de uithoeken van dit land bekend werd en overal waar hij optrad boekte hij grote successen.
Een bewonderaar uit die tijd zei daar later van:
"Ik herinner mij dat we in die tijd met een paar studie-vrienden naar Lajos Veres in L'HEURE BLEU gingen luisteren. Je bestelde dan een fles wijn en zat de hele avond op die ene fles. Met een maandgeld van honderd gulden, waar dan nog dertig gulden kamerhuur en het collegegeld af moest, had je niet veel te verteren. Maar het restaurant nam dat en het orkest nam dat, je warme bijval was ook welkom en er waren genoeg rijkere lieden die de avond wel weer goed maakten. Je hoorde de ene zigeunermelodie na de ander en je neuriede mee, of trommelde met de vingers, al naargelang de stemming van de muziek van dat moment. Een levenslange verslaving - niet aan de wijn maar aan de zigeunermuziek - was daarvan het gevolg."

## Waarom Nederland?
Veres was oorspronkelijk van plan om na één seizoen weer naar Hongarije terug te keren. Maar Nederland was goed bevallen, de verhouding met het publiek was veel persoonlijker dan in andere landen. Vaak kwamen dezelfde mensen regelmatig terug om te luisteren en er ontstond een band met de gasten. Er was in Nederland een belangstelling voor zigeunermuziek die veel hartelijker was dan in Duitsland, Frankrijk of Engeland. Waarom? Dat kon hij ook niet zeggen, maar de Nederlanders hadden in het algemeen een warm hart voor muziek. Wel was die belangstelling elitair, het waren vooral de betere kringen en bovenal de academische kringen die van zigeunermuziek hielden. Zigeunerorkesten werden vaak op studentensociëteiten uitgenodigd. Als hun werk in het restaurant erop zat gingen ze naar Delft, Utrecht of Rotterdam en speelden daar de hele nacht door. Dat waren daverende feesten, waar de basis voor de populariteit van de zigeunermuziek onder academici werd gelegd. Veres herinnerde zich nog dat hij daar de eerste keer tijdens de groentijd kwam. De groenen werden zo afgetuigd dat hij er bang van werd en weer weg wilde gaan. Maar hij werd gerustgesteld: 'Dat hoort er in Nederland zo bij.' Hij kon gerust blijven.

### Repertoire
Lajos Veres speelde, zoals de meeste gevestigde zigeunermuzikanten, veel Hongaarse muziek. Hij was daarmee de tegenhanger van Gregor Serban die met zijn Roemeense repertoire zijn eigen stempel op de zigeunermuziek in Nederland drukte. Als we op hun grammofoonplaten afgaan speelde Veres voor ongeveer 70% van zijn programma Hongaars en daarnaast zowel Roemeens als Russisch. Serban speelde juist 70% Roemeens en voor het overige alleen Russisch. Zo vertegenwoordigden zij de twee stromingen die de zigeunermuziek in Nederland lange tijd beheerst hebben.
Lajos Veres was bekend om zijn enorm grote repertoire. Onder de vele melodieën uit zijn Hongaarse repertoire komen we oude bekende tegen zoals Széretnek, de IJsbloemen en het bekende Erik a hajlik a. Uit het Roemeense repertoire speelde hij bijvoorbeeld Sarba pompierilor gevolgd door een doina, bijvoorbeeld uit het bekende Pe ulita armeneasca en hij kende veel briuls en hora's. Het Russische repertoire omvatte onder andere Tschik tschik babousjka en Ni sardies en zo speelde hij nog veel meer.

### De mens
Lajos Veres was een gevoelvolle violist. Hij was ook, zoals een tijdgenoot dat zei, een 'lieve man' en die tijdgenoot voegde eraan toe: 'Als hij Széretnek majus voor je speelde kwamen de tranen in de ogen'. 
Een collega - een cellist - ontmoette hem eens bij de vioolbouwer Bouman op de Hofsingel. Veres zei toen:
'Pajtas, gaan we een beetje bachaf, voor Mijnheer Bouman en die leute hier?'
(Bachaf was een woord voor het voorspelen of improviseren van muziek.)
De cellist speelde toen - tussen de violen, de altviolen, de strijkstokken en de andere accessoires van het atelier - een gloedvolle lassan, Veres speelde daar een tweede stem bij. Die tweede stem was zo mooi dat die collega-cellist jaren later nog zei:
'Ik ging die middag als een gelukkig mens naar huis'.

## De laatste jaren
De laatste jaren van Lajos Veres waren minder stralend dan die van het begin. Toen de zigeunermuziek minder populair werd, zocht hij niet, zoals zovele van zijn collega's, andere wegen op. Hij bleef doorgaan met de zigeunermuziek, maar niet meer in de grote bezettingen van weleer. Hij vormde een duo met zijn dochter Ilonka en speelde zijn indrukwekkende repertoire voortaan met alleen maar pianobegeleiding. Dat hield hij - tegen de verdrukking in - vol tot een jaar voor zijn dood. In 1981 is hij aan de gevolgen van kanker overleden. Lajos ligt begraven op de katholieke Begraafplaats Sint Petrus Banden in Den Haag.